# Государственный строй Сирии
Государственный строй Сирийской Арабской Республики определён Конституционной декларацией, подписанной 13 марта 2025 года.

Государственный герб Сирийской Арабской Республики

## Основы конституционного строя

#### Суверенное государство
Согласно ст. 1 Конституционной декларации Сирия — независимое, полностью суверенное государство, ни одна из частей которого не может быть отчуждена.

## Форма правления
Форма правления определяет то, каким образом реализуется власть. По мнению Алексея Макарина, по Конституционной декларации Сирия — унитарная президентская республика. Однако, Сирийские демократические силы (СДС} считают, что Конституционная декларация «воспроизводит авторитаризм в новой форме» и «закрепляет центральное правление и даёт исполнительной власти абсолютные полномочия».
По Конституционной декларации исполнительная власть концентрируется в руках президента, в то же время законодательная закрепляется за парламентом. Основной закон говорит о независимости новой судебной системы, однако глава государства имеет право назначать состав Конституционного суда и вводить чрезвычайное положение.

## Политическая система
По ст. 2 Конституционной декларации Сирия устанавливает политическую систему, основанную на принципе разделения власти.
В Конституционной декларации частями политической системы, осуществляющие государственную власть, являются:
- Президент Сирийской Арабской Республики
- Министры, составляющие Переходное правительство
- Народное собрание Сирии
- Суды Сирийской Арабской Республики.

## Президент и исполнительная власть
Президент Сирийской Арабской Республики и министры правительства осуществляет исполнительную власть (ст. 31 Конституционной декларации Сирийской Арабской Республики). До марта 2025 года существовала должность премьер-министра, возглавляющего правительство, но в Конституционной декларации он не упомянется.
Президент Сирийской Арабской Республики является Верховным главнокомандующим армии и вооружённых сил и несёт ответственность за управление делами страны, её территориальную целостность и безопасность, а также за защиту интересов народа.
Президент Сирийской Арабской Республики назначает одного или нескольких вице-президентов, снимает их с должности и принимает их отставки.
Обязанности президента описаны в ст. 42 Конституционной декларации Сирии 2025 года.

## Законодательная власть

### Народное собрание
Законодательную власть осуществляет Народное собрание Сирии до принятия постоянной конституции и проведения в соответствии с ней выборов в законодательные органы, срок полномочий составляет 30 месяцев с возможностью продления (ст. 26 Конституционной декларации Сирии). Народное собрание является однопалатным парламентом; в него входят представители из всех 14 провинций Сирии.

### Порядок избрания Народного собрания
Народное собрание Сирии состоит из 250 депутатов. Президент Сирии формирует Верховный комитет, который в свою очередь контролирует формирование коллегий выборщиков, избирающие две трети членов Народного собрания. Президент назначает другую одну треть членов Народного собрания (ст. 24 Конституционной декларации Сирии).
Народное собрание избирает на первом заседании председателя, двух вице-председателей и секретаря. Выборы проводятся тайным голосованием большинством голосов (ст. 28 Конституционной декларации Сирии).
Обязанности описаны в ст. 30 Конституционной декларации Сирийской Арабской Республики.

## Судебная власть
Судебная власть является независимой и судьи подчиняются только закону. Юрисдикция судов определяется законом, создание исключительных судов запрещено. Судебная система Сирии состоит из двух ветвей — обычной и административной (ст. 43—45 Конституционной декларации Сирийской Арабской Республики).

### Высший судебный совет
Высший судебный совет Сирии осуществляет надзор за деятельностью обычных и военных судов, обеспечивает функционирование судебной власти и уважает её независимость (ст. 45 Конституционной декларации Сирийской Арабской Республики).

### Государственный совет
Государственный совет Сирии осуществляет административную юстицию и является независимым судебным и консультативным органом. Его юрисдикция, порядок назначения судей и обязанности определяются законом (ст. 45 Конституционной декларации Сирийской Арабской Республики).

### Верховный Конституционный суд
Верховный Конституционный суд Сирии состоит из семи членов, назначаемых Президентом Республики, каждый из которых должен обладать честностью, компетентностью и опытом. Механизмы его работы и полномочия определяются законом (ст. 47 Конституционной декларации Сирийской Арабской Республики).

### Комиссия по внедрению правосудия переходного периода
Комиссия по внедрению правосудия переходного периода, которая внедряет эффективные, консультативные и ориентированные на интересы жертв режима Асада механизмы для определения ответственности, права на истину и возмещения ущерба жертвам и выжившим, а также для чествования мучеников (ст. 49 Конституционной декларации Сирийской Арабской Республики).

## Права человека

### Права человека в Баасистской Сирии

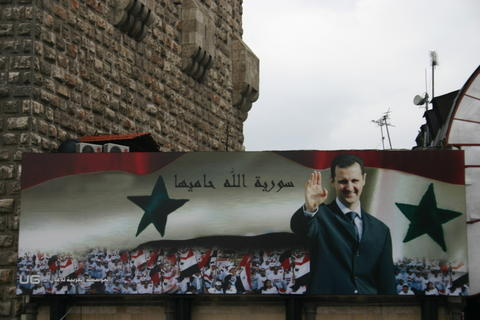
«Аллах хранит Сирию». Плакат с изображением президента в Дамаске в баасистский период.

С 1963 по 2011 год в Баасистской Сирии действовало чрезвычайное положение, в связи с чем имели место расширенные полномочия правоохранительных органов. Из-за этого страна часто сталкивается с обвинениями в нарушении гражданских прав. В частности, организация Amnesty International утверждает о наличии в Сирии по крайней мере 600 политзаключенных. В стране применяется смертная казнь.
Ряд правозащитных организаций в своих отчетах регулярно характеризует Сирию как крайне неблагоприятную страну с точки зрения соблюдения прав человека. Human Rights Watch, Freedom House и другие обвиняют сирийские власти в ограничении свободы слова, свободы собраний также в политических репрессиях. По всем возможным шкалам Сирия традиционно имеет худший балл.

### Курдский вопрос
Несмотря на проживание на территории Сирии 3—4 миллионов курдов, они не имеют официального этнического признания. Курдский язык, культура, пресса официально запрещены. Попытки издания курдской литературы и попытки создания системы этнического образования строго караются Службой безопасности Сирии, активисты курдских национальных партий преследуются и заключаются в тюрьмы. Курдам запрещено носить национальную одежду, называть детей курдскими именами, рассказывать об истории своего народа и т.д. В результате скоропалительной переписи 1962 года сотни тысяч курдов, которых не застали дома переписчики, потеряли гражданство. И только, 7 апреля 2011 года президентом Сирии Башаром Асадом был подписан указ о предоставлении им возможности возвращения гражданства.